# Stunner
Stunner är en fiktiv karaktär i serien om Spindelmannen.

## Bakgrund
Stunner vars riktiga namn är Angelina Brancale, en ensam attraktiv kvinna som arbetar som Dr. Carolyn Trainers (Dr. Octopus II) sekreterare. När Carolyn och Octopus bestämmer sig för att göra en ny kropp åt honom bestämmer de sig för att använda Angelina som försöksperson. När hon får sin nya virtuella kropp (stunner) blir hon så tacksam för sin nya vackrare och starkare kropp att hon blir förälskad i Octopus. Octopus som är väl medveten om Angelinas känslor skickar ut henne för att leta upp och besegra Spindelmannen.
Hon lyckas locka till sig Spindelmannen genom att vända upp och ned på en bar, och när Spindelmannen kommer för att rädda dagen för baren möts han av en otroligt vacker kvinna som efter en ganska lång strid besegrar honom (Spindelmannen vågar inte köra på för fullt och slå henne eftersom hon är en kvinna). Octopus kommer då in i baren där den hjälplösa Spindelmannen ligger och demaskerar honom.
Efter detta lämnar de märkligt nog den besegrade och nästan medvetslösa Spindelmannen i den tomma baren och går, Spindelmannen lyckas kravla sig därifrån omärkt och lyckas återhämta sig från skadorna. När Spindelmannen läkt ihop igen påbörjar han en strid med Octopus som oturligt nog dör när Kaine (Peter Parkers första klon) ger sig in i striden och bryter av Octopus nacke.
Därefter börjar Kaine och Spindelmannen slåss men de blir avbrutna av Stunner som vill hämnas Octopus, men i denna strid lyckas hon bara slå ner några byggnader runt omkring sig och försvinner.
Stunner framträder senare då hon har hittat ett sätt att återuppliva Octopus, men för detta behöver hon Spindelmannens kropp. Därmed tar hon och letar upp honom och överraskar honom när han håller på att spinna in några butiksrånare. Spindelmannen som fortfarande underskattar Stunner blir snabbt intryckt mot en väg där han slås medvetslös av ett hårt slag i solar plexus.
När Spindelmannen vaknar är han hårt fastkedjad i en järnapparat som ska använda sig av hans kropp och liv för att återuppliva Octopus och en leende Stunner står över honom och berättar hur mycket hon avskyr honom. När Stunner ska sätta igång processen lyckas Spindelmannen slita sig loss och fly därifrån, därmed tar Stunner och offrar sig själv för att återuppliva Octopus.
Efter detta hamnar hon i en koma i flera år framöver. När hon vaknar får hon strax höra att Spindelmannen har dödat Octopus. Hon försöker hämnas honom genom att döda Spindelmannen. (Vad som egentligen hade hänt var att Octopus kropp hade dött och att hans medvetande hamnat inuti Spindelmannen). Hon anfaller honom, men han lyckas snart lugna ner henne, och den del av Spindelmannen som består av Octopus gör slut med henne.

## Vänner
- Doctor Octopus
- Jacob Raven

## Fiender
- Spindelmannen
- Kaine

## Egenskaper
Oerhört stark (kan med en hand dra upp ett träd med rötterna och kasta det ungefär 100 m upp i luften), vacker och oerhörda reflexer

## Vapen/utrustning
Virtuell kropp som gör henne till Stunner.